# Stylidium divergens
Stylidium divergens är en tvåhjärtbladig växtart som beskrevs av Anthony R. Bean. Stylidium divergens ingår i släktet Stylidium och familjen Stylidiaceae. Inga underarter finns listade i Catalogue of Life.